# Blake Hillerson
Blake Hillerson (* 8. März 1983) ist ein US-amerikanischer Biathlet und Skilangläufer.
Blake Hillerson lebt in Saint Paul und hat an der University of Minnesota studiert. Er dient als Second Lieutenant bei der Nationalgarde von North Dakota und startet auch für deren North Dakota National Guard Biathlon Team. Über Wettkämpfe der Nationalgarde kommend, qualifizierte sich Hillerson für internationale Wettbewerbe. So nahm er an den Militär-Skiweltmeisterschaften 2010 in Brosson teil, wo er 65. des Sprints und mit Duncan Douglas, Jesse Downs und Karl Granroth 15. im Militärpatrouillenrennen wurde. Auf nordamerikanisch-kontinentaler Ebene war die Saison 2008/09 Hillersons erfolgreichste. Im Biathlon-NorAm-Cup belegte er den 15. Rang in der Gesamtwertung, bei den Nordamerikanischen Meisterschaften in Valcartier kam er auf die Plätze 22 im Einzel, 24 im Sprint und wurde mit Nigel Kinney und Sara Studebaker Achter des Mixed-Staffelrennens. Im weiteren Jahresverlauf trat er bei den Nordamerikanischen Meisterschaften im Sommerbiathlon an und belegte die Plätze 15 in Sprint und Verfolgung. In der Gesamtwertung des Biathlon-NorAm-Cup 2009/10 erreichte er Platz 24.
Im Skilanglauf startete Hillerson vor allem bei traditionellen regionalen Skimarathon-Rennen.

## Belege
1. ↑  National Guard biathlon team defends title

| Personendaten    | Personendaten                                |
| ---------------- | -------------------------------------------- |
| NAME             | Hillerson, Blake                             |
| KURZBESCHREIBUNG | US-amerikanischer Biathlet und Skilangläufer |
| GEBURTSDATUM     | 8. März 1983                                 |